# 馬歇爾鎮區 (愛荷華州泰勒縣)
馬歇爾鎮區（英語：Marshall Township）是位於美國愛荷華州泰勒縣的一個行政鎮區。

## 地方資料
根據2010年美國人口普查的數據，馬歇爾鎮區的面積為92.56平方千米，當中陸地面積為92.11平方千米，而水域面積為0.45平方千米。當地共有人口214人，而人口密度為每平方千米2.31人。